# Bambuso sonoro
De Bambuso Sonoro is een bamboe-orgel dat uit meer dan honderd pijpen bestaat. Het experimentele muziekinstrument is ontworpen door kunstenaar Hans van Koolwijk, en het is waarschijnlijk geïnspireerd op het bekende 19de-eeuwse bamboeorgel uit Las Piñas City in de Filipijnen. De grootte van de bamboefluiten varieert van enkele centimeters tot circa zes meter. De luchttoevoer geschiedt met behulp van een ventilator. Door middel van klepjes, stoppen, schuiven, pedalen en hengels kan het geluid worden beïnvloed. Hoewel op het instrument nauwelijks conventionele melodieën gespeeld kunnen worden, leent het zich bij uitstek voor het maken van klankmassa’s, glissandi, interferenties tussen klanken, en statische ritmische patronen.